# Elizabeth Robinson
Elizabeth ("Betty") Robinson (Riverdale, Illinois, 23 de agosto de 1911-Denver, Colorado, 18 de mayo de 1999) fue una atleta estadounidense especialista en pruebas de velocidad que ganó tres medallas olímpicas y fue la primera campeona olímpica de los 100 metros lisos en los Juegos de Ámsterdam 1928.

## Biografía
Robinson nació en Riverdale, Illinois. Estudiaba en el Thornton Township High School cuando alcanzó la fama nacional como campeona olímpica. Su talento fue descubierto por su profesor de ciencias Charles Price, que la vio correr para coger el tren al salir de clase. Él había sido atleta y entrenaba al equipo del instituto.

## Trayectoria
Robinson corrió su primera carrera oficial el 30 de marzo de 1928, a la edad de 16 años, en una competición en pista cubierta, donde quedó segunda tras Helen Filkey, plusmarquista estadounidense de 100 m, en la prueba de 60 yardas rápidas.
Pocas semanas después, el 2 de junio de 1928, batió en Chicago el récord mundial en poder de la alemana Gertrud Gladitsch, al correr los 100 m en 12,0 aunque la marca no fue reconocida oficialmente porque se consideró ayudada por el viento.
En los Juegos Olímpicos de Ámsterdam 1928 se disputaban por primera vez pruebas de atletismo en categoría femenina (100 m, 800 m, relevos 4 x 100 m, salto de altura y lanzamiento de disco), Robinson fue la única atleta estadounidense que se clasificó para la final de 100 m. Llegó a la final y ganó, igualando el récord mundial de 12,2 segundos. Fue la campeona olímpica inaugural de la prueba, ya que el atletismo femenino no había figurado antes en el programa y, de hecho, su inclusión seguía siendo muy discutida entre los oficiales. Betty Robinson tenía solo 16 años cuando participó en estos Juegos, y ganó la medalla de oro en los 100 m con un tiempo de 12,2 por delante de las canadienses Fanny Rosenfeld y Ethel Smith, segunda y tercera respectivamente. Sigue siendo la atleta más joven en ganar el oro olímpico en 100 m. Con el equipo estadounidense de relevos 4×100 metros, Robinson añadió una medalla de plata a su palmarés, que fue derrotado por las canadienses.
Fue una estrella. El periodista del Chicago Tribune William L Shirer escribió que «una joven rubia, bonita, de ojos azules y poco anunciada, de Chicago, se convirtió en la favorita de los espectadores cuando voló por el sendero de ceniza, con sus mechones dorados al viento, para ganar.
Ingresó en la Universidad Northwestern, donde decidió estudiar educación física, con la esperanza de convertirse en entrenadora en los Juegos Olímpicos de 1936. En Northwestern, fue miembro de Kappa Kappa Gamma.
El 28 de junio de 1931, Robinson sufrió un accidente aéreo y resultó gravemente herida. Según los primeros informes, fue descubierta inconsciente entre los restos del avión, pues su salvador la creyó equivocadamente muerta y se limitó a pensar que ya no se la podía salvar. La llevó a la enfermería de Oak Forest, conocida localmente como la «Granja de los Pobres», porque conocía al enterrador. Los médicos determinaron que había sufrido graves lesiones múltiples y que nunca volvería a competir. Pasaron otros seis meses antes de que pudiera levantarse de una silla de ruedas, y dos años antes de que pudiera volver a caminar con normalidad. Por culpa de esto no pudo participar en los Juegos Olímpicos de Los Ángeles 1932, celebrados en su país.
Todavía incapaz de arrodillarse para una salida normal de 100 m debido a las fracturas y operaciones en su pierna izquierda, Robinson formó parte del equipo estadounidense de relevos de 4 × 100 m en los Juegos Olímpicos de Berlín 1936. En la final olímpica, las estadounidenses se llevaron la medalla de oro, por delante de británicas y canadienses. En cambio las alemanas, que eran las grandes favoritas y parecían encaminarse a la victoria, fueron descalificadas al caérseles el testigo por una mala entrega.
El equipo de Estados Unidos lo formaban por este orden Harriett Bland, Annette Rogers, Elizabeth Robinson y Helen Stephens.

## Retirada de la competición
Tras estos Juegos se retiró oficialmente del atletismo. Trabajó en una ferretería durante muchos años. Se casó y tuvo dos hijos. La familia residía en Glencoe, Illinois, una villa de la costa norte de Chicago. En 1977 ingresó en el Salón de la Fama del Atletismo Nacional de Estados Unidos. En 1996, portó la antorcha olímpica en los Juegos Olímpicos de Atlanta.

## Muerte
Elizabeth Robinson falleció en 1999 a la edad de 87 años, tras haber sufrido cáncer y Alzheimer.